# Cyber City Oedo 808
Cyber City Oedo 808 (サイバーシティ OEDO 808?), es un vídeo de animación original japonés estrenado en 1990, del género ciberpunk; dirigido por Yoshiaki Kawajiri producida por Madhouse y distribuida por Japan Home Video. Este consta de tres (3) capítulos. Su tema de apertura es la canción Burning World y su tema de cierre es I May Be In Love With You, ambos interpretados por Hidemi Miura. El 5 de marzo de 1999 salió al mercado en formato DVD. En España fue distribuida por Selecta Visión, pero solo para la televisión catalana siendo proyectado en el Canal 33; por eso solo se ha traducido y doblado en catalán.

## Argumento

### Memorias del pasado
Este corto nos presenta a Shunsuke Sengoku, Merill ‘Ben-ten’ Yanagawa, y a Gabimaru ‘Googles’ Rikiya; quienes son prisioneros en una prisión espacial. Estos son llamados por Juzo Hasegawa para ofrecerles unirse a la fuerza policial de Oedo a cambio de conmutar sus sentencias.

### El programa señuelo
Yamabana Taku

### Catalizador carmesí
‘Ben-ten’ investiga la muerte de Ichiro Edajima, un investigador ilegal de 42 años que es asesinado por un vampiro. Este es el tercer asesinato de desangramiento por herida en el cuello y donde el asesino escribe con la sangre algo en la pared.

## Reparto
- Shunsuke Sengoku: llamado “Sen-goku” es un japonés nacido en Tokio. Inconforme social, cumple una condena de 375 años en el bloque 85-15 de la prisión orbital por los delitos de asesinato, asalto, posesión ilegal de armas, infracción de las normas de tránsito, perturbar la paz, delitos contra la salud pública y falsificación de moneda.
- Gabimaru Rikiya: llamado “Googles” nacido en Shanghái, China es un hacker con peinado moicano que cumple una pena de 310 años en el bloque 92-18 de la prisión orbital por los delitos de asesinato, asalto, destrucción de propiedad pública y acceso ilegal a sistemas del gobierno.
- Merill Yanagawa: llamado “Ben-ten” y de nacionalidad desconocida es un bishōnen andrógeno de 58 kg que cumple una condena de 295 años en el bloque 68-32 de la prisión orbital por los delitos de asesinato, falsificación de moneda, especulación en la bolsa de valores, violar las regulaciones de comercio y falsificación de identidades.
- Juzo Hasegawa: es el jefe del cuerpo de policía de la ciudad de Oedo, y quien se encarga de reclutar a los anteriores para que trabajen bajo sus órdenes.
- Kyoko Jounouchi: mujer policía de la ciudad de Oedo que siente una atracción romántica por “Sen-goku”.
- Varsus: Robot policía encargado de proporcionar los medios a los anteriores para que puedan completar exitosamente sus misiones.

## Doblaje
| Personaje        | Actor                        | Actor           | Actor               |
| Personaje        | Seiyū                        | Doblaje inglés  | Doblaje catalán     |
| ---------------- | ---------------------------- | --------------- | ------------------- |
| Shunsuke Sengoku | Hiroya Ishimaru (石丸 博也?) | Stuart Milligan |                     |
| Gabimaru Rikiya  | Tesshō Genda (玄田 哲章?)    | Seán Barrett    | Ramon Canals        |
| Merill Yanagawa  | Kaneto Shiozawa (塩沢 兼人?) | Daniel Flynn    | Albert Mieza        |
| Juzo Hasegawa    | Norio Wakamoto (若本 規夫?)  | Bob Sherman     | Pep Torrents        |
| Kyoko Jounouchi  | Mitsuko Horie (堀江 美都子?) | Julia Brahms    | Isabel Valls        |
| Varsus           | Kyousei Tukui (?)            | Nigel Greaves   | José Javier Serrano |